# Токовинин, Александр Аврельевич
Алекса́ндр Авре́льевич Токови́нин (род. 12 октября 1956) — российский дипломат. Чрезвычайный и полномочный посол (2012).

## Биография
Окончил Московский государственный институт международных отношений МИД СССР (МГИМО) (1978). Владеет английским, французским и арабским языками.
На дипломатической работе с 1978 года.
- В 1994—1996 годах — начальник отдела Израиля и Палестины Департамента Ближнего Востока и Северной Африки МИД России.
- В 1996—2001 годах — советник-посланник Посольства России в Египте.
- В 2001—2004 годах — заместитель директора Департамента внешнеполитического планирования МИД России.
- С 17 февраля 2004 по 27 августа 2008 года — чрезвычайный и полномочный посол Российской Федерации в Марокко[1][2].
- С ноября 2008 по май 2011 года — заместитель директора Департамента внешнеполитического планирования МИД России.
- С 1 июня 2011 по 1 июня 2016 года — директор Департамента внешнеполитического планирования МИД России.
- В 2013—2016 годах — член коллегии МИД России[3].
- С 16 июня 2016 по 29 июля 2025 года — чрезвычайный и полномочный посол Российской Федерации в Королевстве Бельгия[4][5].

## Семья
Женат, имеет троих сыновей.

## Награды
- Орден Дружбы (21 февраля 2022) — за большой вклад в реализацию внешнеполитического курса Российской Федерации и многолетнюю добросовестную дипломатическую службу[6].
- Медаль ордена «За заслуги перед Отечеством» I степени (21 ноября 2015) — за большой вклад в реализацию внешнеполитического курса Российской Федерации и многолетнюю добросовестную работу[7].
- Медаль ордена «За заслуги перед Отечеством» II степени (13 сентября 2013) — за большой вклад в реализацию внешнеполитического курса Российской Федерации и многолетнюю добросовестную работу[8].
- Благодарность Правительства Российской Федерации (18 апреля 2019) — за достигнутые трудовые успехи и заслуги в развитии международного сотрудничества[9].
- Почётная грамота МИД России
- Кавалер Большой ленты Ордена Алауитского трона (Марокко)[10].
- Орден Русской Православной Церкви благоверного князя Александра Невского II степени (29 декабря 2023).
- Орден Русской Православной Церкви преподобного Сергия Радонежского III степени (17 августа 2006).
- Орден Русской Православной Церкви святого благоверного князя Даниила Московского III степени (18 октября 2000).

## Дипломатический ранг
- Чрезвычайный и полномочный посланник 2 класса (2 июня 1998)[11]
- Чрезвычайный и полномочный посланник 1 класса (11 февраля 2008)[12]
- Чрезвычайный и полномочный посол (30 июля 2012)[13]